# Renfield (película)
Renfield es una película de comedia de terror y acción estadounidense de 2023 dirigida y producida por Chris McKay y escrita por Ryan Ridley a partir de una historia de Robert Kirkman, quien también se desempeñó como productor. Inspirada en los personajes de la novela Drácula de Bram Stoker de 1897, la película está protagonizada por Nicholas Hoult como Robert Montague Renfield, junto a Nicolas Cage como el Conde Drácula.
La película actúa como secuela directa del largometraje Drácula en su versión de 1931, dirigida por Tod Browning que cuenta la historia del personaje Renfield en el mundo de Drácula, en la actualidad. La película forma parte del Universo cinematográfico de los Monstruos Clásicos (conocido en inglés como Dark Universe) de Universal Pictures.
Renfield tuvo su estreno mundial en el Overlook Film Festival el 30 de marzo de 2023 y fue estrenado en los Estados Unidos el 14 de abril de 2023 por Universal Pictures.

## Argumento
A principios del siglo XX, el vampiro de Transilvania, el Conde Drácula (interpretado por Nicolas Cage), conoce al abogado inglés Robert Montague Renfield (interpretado por Nicholas Hoult). Renfield espera negociar un acuerdo de tierras y, después de demostrar ser un asistente útil, termina convirtiéndose en el familiar de Drácula, lo que le otorga inmortalidad y súper fuerza y velocidad cuando consume insectos.
Noventa años después, Renfield se ha cansado de traer víctimas a Drácula y también a los abusos de este último. Recientemente tuvieron una pelea con cazadores de vampiros que casi matan al Conde, por lo que el dúo se muda a Nueva Orleans para recuperarse. Allí, Renfield descubre un grupo de autoayuda de 12 pasos para personas en relaciones codependientes. Localiza a uno de los amantes abusivos del miembro del grupo para poder entregárselo a Drácula sin sentir remordimientos, pero son atacados por un asesino contratado por la familia criminal rival Lobo, a quien Renfield mata.
El jefe del asesino, Teddy Lobo, se marcha y se topa con un puesto de control de sobriedad dirigido por la oficial de policía Rebecca Quincy (interpretado por Awkwafina), quien arresta a Teddy. En la comisaría, Teddy sale de la custodia, mientras Rebecca tiene un enfrentamiento con su hermana Kate, una agente del FBI.
Drácula le dice a Renfield que los criminales que ha traído como alimento son insuficientes y que el vampiro desea la sangre de los puros. Renfield va a un restaurante para secuestrar a plebeyos, mientras que Rebecca también es conducida allí por pistas de la escena del crimen. Los dos están atrapados en un ataque a la vida de Rebecca que Teddy ha sido presionado a realizar. En cambio, Renfield y Rebecca se defienden, matan a varios pandilleros y llevan a Teddy a escapar.
La madre de Teddy, Ella, le ordena cazar al hombre que mató a sus soldados de infantería, y termina encontrándose con Drácula cuando Renfield está fuera. Los dos forman una alianza mientras Renfield sigue las enseñanzas de su grupo de autoayuda y decide hacer una vida separada de su maestro. Renfield da una declaración a la policía para ayudarla a detener finalmente a los Lobos. Sin embargo, Drácula se entera de la traición de Renfield y masacra al grupo de apoyo que tiene delante.
Rebecca aparece y encuentra a Renfield rodeado de cadáveres, lo que la lleva a arrestarlo hasta que es rodeada por policías corruptos y los Lobos, que también quieren vengarse de Renfield. Rebecca se niega a entregar a Renfield y apenas logra escapar con él. A la mañana siguiente, Rebecca descubre que Renfield le ha salvado la vida y le explica su verdadero origen. Los dos luchan contra agentes de policía corruptos y secuaces de Lobo que llegan al apartamento para matarlos y escapar, pero después de intentar llamar a Kate, Rebecca descubre que Drácula y Ella la han tomado como rehén. Rebecca y Renfield acumulan armas e insectos para asaltar la sede de los Lobos, solo para descubrir que Drácula ha empoderado a más de media docena de miembros de la pandilla, incluido Teddy, con las habilidades sobrenaturales de Renfield.
Renfield mata a Teddy y a los miembros de la pandilla mientras Rebecca se dirige a detener a Drácula, solo para descubrir que Kate está casi muerta a golpes y que solo las propiedades curativas de la sangre de Drácula pueden salvarla, que él ofrecerá a cambio de la lealtad de Rebecca. Ella engaña a Drácula y lo hiere exponiéndolo a la luz del sol, lo que lo lleva a tener un enfrentamiento final con Renfield y Rebecca que termina con los dos capturándolo en un círculo mágico.
Renfield y Rebecca hacen pedazos a Drácula, luego los encierran en concreto y los esparcen por el sistema de agua de la ciudad. Kate se cura, Ella es arrestada y Renfield resucita a sus amigos del grupo de autoayuda con la sangre de Drácula, sintiéndose capacitado para crear una nueva vida.

## Reparto
| Actor               | Personaje                                  | Descripción personaje                                                                                     |                |                          | |
| ------------------- | ------------------------------------------ | --- | -------------- | ------------------------ | --- |
| Actor               | Personaje                                  | Descripción personaje                                                                                     | Nicholas Hoult | Robert Montague Renfield | Abogado inglés nacido a principios del siglo XX, que cae bajo el influjo de Drácula para ser su asistente personal. |
| Nicolas Cage        | Conde Drácula                              | Un vampiro legendario, originario de Transilvania, y el jefe narcisista de Renfield.                      |                |                          | |
| Awkwafina           | Rebecca Quincy                             | Policía de tráfico e interés amoroso de Renfield.                                                         |                |                          | |
| Camille Chen        | Kate Quincy                                | Hermana de Rebecca                                                                                        |                |                          | |
| Ben Schwartz        | Tedward el Lobo                            | Villano. Mafioso e hijo de Ella Lobo                                                                      |                |                          | |
| Adrián Martínez     | Chris                                      | Policía                                                                                                   |                |                          | |
| Shohreh Aghdashloo  | Ella Lobo (Bellafrancesca Lobo en Inglés.) | Villana. Matriarca de la familia Lobo y madre de Tedward                                                  |                |                          | |
| Bess Rous           | Caitlyn                                    | Miembro del grupo de apoyo                                                                                |                |                          | |
| James Moses Black   | Capitán Browning                           | El jefe de policía corrupto.                                                                              |                |                          | |
| Caroline Williams   | Vanessa                                    | Policía                                                                                                   |                |                          | |
| Brandon Scott Jones | Mark                                       | Líder de un grupo de apoyo                                                                                |                |                          | |
| William Ragsdale    | Sacerdote                                  | Asesinado por Drácula durante un intento fallido de destruirlo                                            |                |                          | |
| Millas Doleac       | Cazador de vampiros                        | Cae presa de Drácula                                                                                      |                |                          | |
| Helen Chandler      | Mina Seward                                | Fotografía. La película es la secuela de Drácula (1931), por lo que aparece la fotografía de Mina.        |                |                          | |
| Edward Van Sloan    | Van Helsing                                | Fotografía. La película es la secuela de Drácula (1931), por lo que aparece la fotografía de Van Helsing. |                |                          | |

## Videojuego
Renfield: Bring Your Own Blood, un videojuego basado en la película, fue desarrollado por Mega Cat Studios, publicado por Skybound Games y lanzado el 12 de abril de 2023 para Microsoft Windows. Renfield: Bring Your Own Blood es un juego roguelike infernal estética retro-píxel en 2.5D que aborda el argumento de la película: Renfield debe proteger a su amo y reunir litros de sangre para su merienda-cena. A cambio obtiene poderes de la noche únicos, inmortalidad y una saludable dieta rica en insectos. 
Se han incorporado armas basadas en extremidades corporales cercenadas como "jabalinas-columnas vertebrales" o "nunchaku-brazos", así como habilidades. También aparecen nuevos tipos de enemigos comunes (lobos, cuervos, seres corrompidos con armadura) y jefes finales (el sicario Lobo y el poli corrupto Chris Marcos), todo esto en los dos escenarios del "Hospital abandonado" y "Complejo de apartamentos", además de un mapa nuevo para el "Modo Infinito".

## Producción

### Desarrollo
En julio de 2014, Universal Pictures anunció propiedades de películas de terror clásicas, incluido el personaje del Conde Drácula, como parte de un universo compartido unificado con Alex Kurtzman y Chris Morgan adjuntos para supervisar su desarrollo. Después de la recepción negativa de Drácula: la leyenda jamás contada (2014), sus conexiones con una serie unificada fueron minimizadas y La momia (2017) fue reposicionada como la primera película de la serie. La Momia, que fue un fracaso comercial y crítico, resultó en la decisión de Universal de cambiar su enfoque a la narración individual y alejarse del concepto de universo compartido.

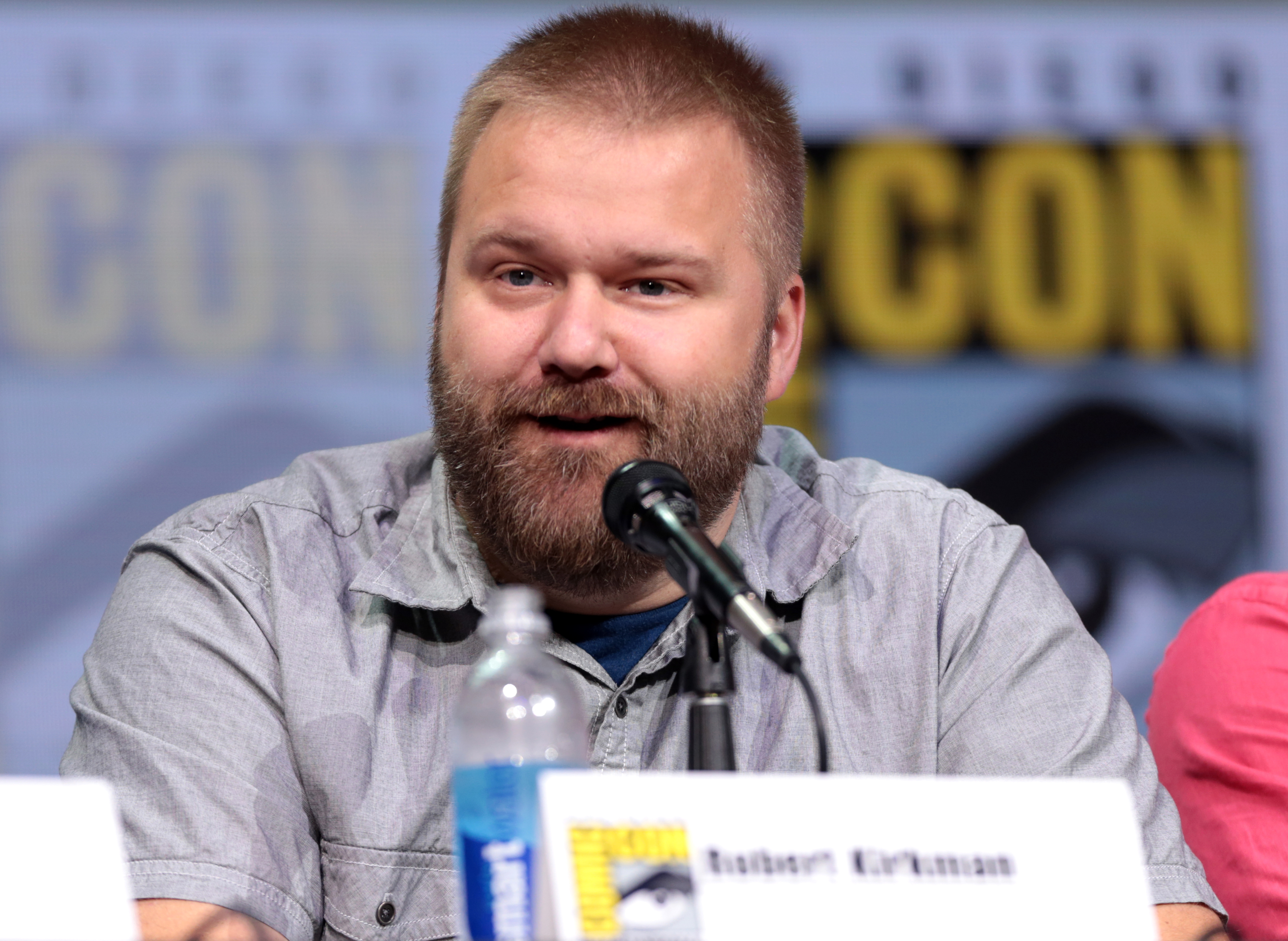
Renfield se basa en una propuesta original del escritor de cómics Robert Kirkman.

Renfield se basa en un discurso original de Robert Kirkman y utiliza un guion de Ryan Ridley. En noviembre de 2019, Dexter Fletcher fue contratado para dirigir la película para Universal y Skybound Entertainment. La película fue descrita como una aproximación cómica a la historia del Conde Drácula, en la línea del falso documental de vampiros de Taika Waititi Lo que hacemos en las sombras (2014), que se centra en el personaje de Renfield.
En 2020, El hombre invisible de Leigh Whannell se convirtió en un éxito comercial y de crítica para Universal y sirvió como relanzamiento de su universo de monstruos. 
En abril de 2021, Chris McKay inició negociaciones para dirigir después de que Fletcher se fuera para trabajar en un reinicio de The Saint para Paramount Pictures. McKay fue contratado porque, según se informa, hizo una presentación exitosa que combinaba la mezcla de humor y acción de la historia, "algo que el estudio buscaba tener más".
En marzo de 2023, McKay describió la película como una "cuasi-secuela" de la película en inglés de Universal Drácula (1931), que representa los mismos personajes de Drácula y Renfield noventa años después, con el negro de la película. Escena inicial en blanco y negro que representa el comienzo de Drácula (1931) con Nicolas Cage y Nicholas Hoult insertados respectivamente en lugar de Béla Lugosi y Dwight Frye como el Conde Drácula y Renfield.
"Estamos haciendo esta película genial para Universal que se centra en Renfield. Es una historia sobre él siendo el secuaz de Drácula y lo horrible que es ese trabajo. Es una comedia divertida y extremadamente violenta porque tengo una muleta y es violencia.." —Robert Kirkman 

### Casting
Nicholas Hoult fue elegido para el papel principal en agosto de 2021 para personalizar a Renfield.
 «Recibí una llamada de la gente de Universal en la que me mencionaron la idea de Renfield. Para ser honesto, no sabía mucho sobre el personaje, pero me dijeron que era algo en lo que querían verme si estaba interesado. Lo primero que hice fue leer el libro de Bram Stoker y seleccionar todas las escenas que incluyeran a Renfield. Luego vi la cinta clásica de 1931 dirigida por Tod Browning, en la que Dwight Frye encarnó al personaje de una manera brillante. Fue un poco desalentador, ya que es una interpretación muy querida y su risa es icónica. Sabía que tenía que hacer algo diferente con este guion y su tono de comedia de acción. Esta reinterpretación moderna del personaje me dio mucha libertad.» — Nicholas Hoult. 
Nicolas Cage fue elegido para interpretar al Conde Drácula en noviembre, Awkwafina y Ben Schwartz se agregaron al elenco en diciembre, y Adrian Martinez, Shohreh Aghdashloo, Bess Rous y James Moses Black fueron confirmados para protagonizar a principios del nuevo año. 
Un "enorme" fanático de Drácula y la novela original de 1897, Cage se preparó para su papel al observar las formas distintivas en que Béla Lugosi retrataba a Drácula en la pantalla, Frank Langella y Gary Oldman. "¿Qué puedo traer que sea diferente?", Agregó, "Quiero que explote de una manera única. Lo hemos visto jugar bien, lo hemos visto jugar no tan bien, entonces, ¿qué podemos hacer? Así que estoy pensando en concentrarme realmente en el movimiento del personaje... [y] ese tono perfecto de comedia y terror". Cage mencionó Un hombre lobo americano en Londres (1981), Ringu (1998) y Maligno (2021) como inspiraciones para el papel. La película marcará la primera película de acción en vivo de Cage por un estudio importante desde que protagonizó Ghost Rider: Espíritu de Venganza (2011).

### Rodaje
La filmación comenzó en Nueva Orleans el 3 de febrero de 2022, con Mitchell Amundsen como director de fotografía. El 8 de febrero, más de veinte vehículos pertenecientes al equipo de producción fueron robados. Un guardia de seguridad estaba presente en el momento del incidente, que ocurrió a altas horas de la noche en un estacionamiento seguro. Elmo Peoples, miembro de la tripulación, dijo que los vándalos le habían robado los documentos del seguro, dos tarjetas bancarias y una computadora portátil. Añadió: "Se supone que debo estar aquí toda la semana y ni siquiera quiero volver porque siento que realmente no se preocupan por nosotros tanto como por los personajes o actores principales". Love Bugs Film LLC aseguró al equipo de producción que contratarían seguridad adicional. La filmación concluyó el 14 de abril de 2022, exactamente un año antes del estreno programado de la película. [40]
Las escenas iniciales en blanco y negro de la película recrean los acontecimientos de la película Drácula (1931) con Nicolas Cage y Nicholas Hoult respectivamente insertados en lugar de Bela Lugosi y Dwight Frye como el Conde Drácula y Renfield ("componiendo a los actores en los fondos antiguos, nosotros' "Simplemente estamos borrando [a los actores originales] y poniendo a Cage y Hoult"), con Helen Chandler y Edward Van Sloan apareciendo como Mina Seward y Abraham van Helsing a través de imágenes de archivo. Zene Baker, Ryan Folse y Giancarlo Ganziano sirvieron como editores.

### Escenas eliminadas
Una de las escenas eliminadas del metraje final de la película  —pero si añadida en extras y publicada vía redes sociales— aparece Nicholas Hoult bailando la canción «(Your Love Keeps Lifting Me) Higher and Higher» en un flashmob mientras atraviesa una calle de Nueva Orleans.

## Estreno
Renfield tuvo su estreno mundial en el Overlook Film Festival el 30 de marzo de 2023 y fue estrenado en los cines de EE. UU. el 14 de abril de 2023 por Universal Pictures.
La película se estrenó en Blu-Ray y DVD en los EE. UU. el 6 de junio de 2023 y comenzó a transmitirse en los servicios de streaming el 9 de junio de 2023.

## Recepción
Renfield recibió reseñas generalmente mixtas de parte de la crítica y la audiencia. En el sitio web agregador de reseñas especializado Rotten Tomatoes, la película posee una aprobación de 58 %, basada en 301 reseñas, con una calificación de 5.8/10, y con un consenso crítico que dice: "Aunque no logra aprovechar al máximo sus estrellas comprometidas y su premisa asesina, la mezcla de comedia y terror de Renfield profundiza lo suficiente como para dejar una impresión." De parte de la audiencia tiene una aprobación de 75 %, basada en más de 2500 votos, con una calificación de 3.8/5.
La película recibió críticas mixtas de los críticos, que elogiaron el tono cómico y las actuaciones, pero criticaron el guion y la historia.
El sitio web Metacritic le dio a la película una puntuación de 53 de 100, basada en 49 reseñas, indicando "reseñas mixtas o promedio". Las audiencias encuestadas por CinemaScore le otorgaron a la película una "B-" en una escala de A+ a F, mientras que en el sitio IMDb los usuarios le asignaron una calificación de 6.4/10, sobre la base de más de 81 000 votos. En la página web FilmAffinity la cinta tiene una calificación de 5.7/10, basada en 4115 votos.

## Reconocimientos
Renfield recibió una nominación a Mejor Póster de Comedia en los Golden Trailer Awards 2023.